# Allodia ornaticollis
Allodia ornaticollis is een muggensoort uit de familie van de paddenstoelmuggen (Mycetophilidae). De wetenschappelijke naam van de soort is voor het eerst geldig gepubliceerd in 1818 door Johann Wilhelm Meigen.